# Машгад-е Базарджан
Машгад-е Базарджан (перс. مشهدبارزجان) — село в Ірані, у дегестані Базарджан, у Центральному бахші, шагрестані Тафреш остану Марказі. За даними перепису 2006 року, його населення становило 50 осіб, що проживали у складі 25 сімей.

## Клімат
Середня річна температура становить 13,29 °C, середня максимальна – 31,95 °C, а середня мінімальна – -8,04 °C. Середня річна кількість опадів – 251 мм.
| Клімат поселення                              | Клімат поселення | Клімат поселення | Клімат поселення | Клімат поселення | Клімат поселення | Клімат поселення | Клімат поселення | Клімат поселення | Клімат поселення | Клімат поселення | Клімат поселення | Клімат поселення | Клімат поселення |
| Показник                                      | Січ.             | Лют.             | Бер.             | Квіт.            | Трав.            | Черв.            | Лип.             | Серп.            | Вер.             | Жовт.            | Лист.            | Груд.            |                  |
| Середній максимум, °C                         | 7,42             | 9,04             | 14,39            | 20,84            | 25,15            | 30,50            | 31,95            | 30,92            | 26,54            | 20,85            | 14,39            | 8,14             |                  |
| Середня температура, °C                       | −0,3             | 1,32             | 6,66             | 13,12            | 17,42            | 22,76            | 26,25            | 25,21            | 20,84            | 15,14            | 8,69             | 2,44             |                  |
| Середній мінімум, °C                          | −8,04            | −6,42            | −1,07            | 5,40             | 9,69             | 15,04            | 20,53            | 19,51            | 15,13            | 9,43             | 2,98             | −3,28            |                  |
| Норма опадів, мм                              | 36               | 35               | 46               | 34               | 27               | 4                | 1                | 1                | 0                | 11               | 22               | 34               |                  |
| Середньомісячна швидкість вітру, м/с          | 2.04             | 2.12             | 3.20             | 3.22             | 2.69             | 2.56             | 2.69             | 2.51             | 2.30             | 2.22             | 1.96             | 1.34             |                  |
| Середньомісячна сонячна радіація, кДж/м²·день | 8852             | 12006            | 14568            | 18132            | 22220            | 26569            | 25979            | 23813            | 20520            | 15095            | 10878            | 8836             |                  |
| --------------------------------------------- | ---------------- | ---------------- | ---------------- | ---------------- | ---------------- | ---------------- | ---------------- | ---------------- | ---------------- | ---------------- | ---------------- | ---------------- | ---------------- |
| Джерело:                                      |                  |                  |                  |                  |                  |                  |                  |                  |                  |                  |                  |                  |                  |